# Mittlerer Rimogletscher
Der Mittlere Rimogletscher befindet sich im östlichen Karakorum im indischen Unionsterritorium Ladakh.
Der Mittlere Rimogletscher hat eine Länge von 44 km. Er strömt in südöstlicher Richtung durch den östlichen Teil der Gebirgsgruppe Rimo Muztagh. Die chinesische Grenze verläuft entlang der ihn nördlich einrahmenden Bergkette. Von links mündet der Nördliche Rimogletscher in den Mittleren Rimogletscher. Der 7233 m hohe Rimo III befindet sich auf der Südseite des Gletschers. Der Südliche Rimogletscher verläuft weiter südlich. Beide Gletscher – Mittlerer und Südlicher Rimogletscher – enden wenige Meter voneinander entfernt und speisen gemeinsam den Shyok, einen rechten Nebenfluss des Indus.